# Vistre
Le Vistre est une rivière française qui traverse la Vistrenque, région naturelle et agricole du département du Gard, en région Occitanie. Son cours a été aménagé pour déboucher aujourd'hui dans le canal du Rhône à Sète.

## Géographie

### Parcours
Le Vistre prend naissance sur la commune de Bezouce, en piémont des garrigues, au nord-est de Nîmes. Il s’écoule dans la vallée de la Vistrenque, orientée du nord-est au sud-ouest. Il longe le versant nord du plateau des Costières et atteint enfin la Petite Camargue, où il se jette dans le Canal du Rhône à Sète, canal de navigation reliant le Rhône au Languedoc via Aigues-Mortes.
Le Vieux Vistre a une longueur de 49,4 km. Il se sépare en deux bras au niveau de la commune du Cailar. Ces deux bras se rejoignent pour une embouchure commune à Aigues-Mortes. Le deuxième bras, long de 9,2 km, correspond au canal le Vistre créé au XVIIe siècle,.

### Communes et cantons traversés

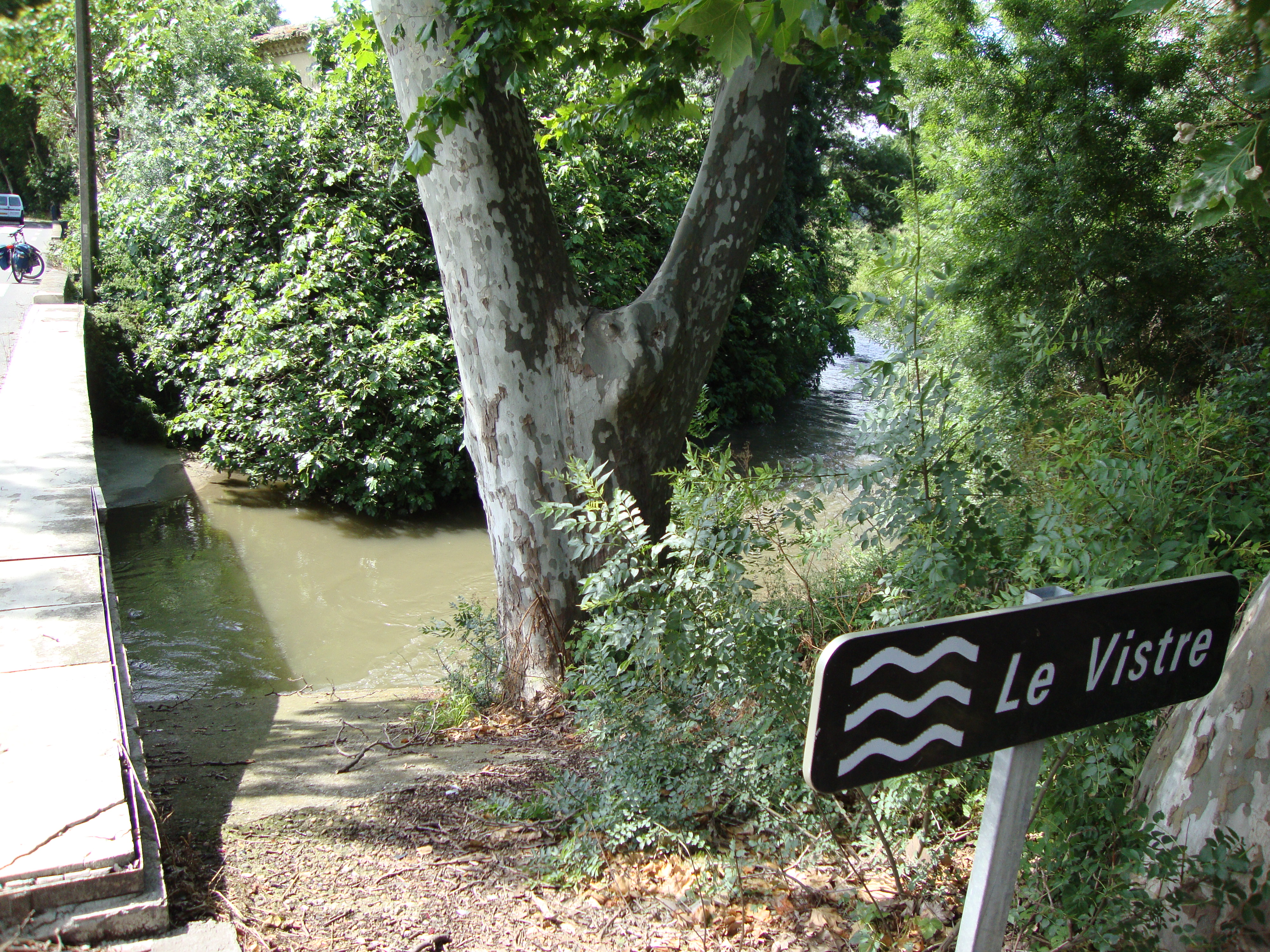
Le Vistre à Vauvert.

Dans le Gard, le Vistre traverse au total dix-sept communes : Bezouce (source), Saint-Gervasy, Marguerittes, Rodilhan, Bouillargues, Nîmes, Caissargues, Milhaud, Aubord, Bernis, Uchaud, Vestric-et-Candiac, Vergèze, Vauvert, Le Cailar, Saint-Laurent-d'Aigouze et rejoint ses confluents dans la ville d'Aigues-Mortes.
Soit en termes de cantons, le Vistre prend source dans le canton de Redessan, traverse les canton de Marguerittes, canton de Saint-Gilles, canton de Vauvert, conflue dans le canton d'Aigues-Mortes, le tout dans le seul arrondissement de Nîmes.

### Toponymie
Le Vistre a donné son hydronyme à la Vistrenque, et par conséquent, au canton de La Vistrenque et aux Vin de pays de la Vistrenque.

### Bassin versant
Le Vieux Vistre traverse quatre zones hydrographiques Y350, Y351, Y352, Y353 pour une superficie totale de 602 km2. Ce bassin versant est constitué à 63,06 % de « territoires agricoles », à 18,22 % de « territoires artificialisés », à 16,62 % de « forêts et milieux semi-naturels », à 1,82 % de « zones humides », à 0,26 % de « surfaces en eau »

### Organisme gestionnaire
En 1998 est créé le Syndicat mixte du bassin versant du Vistre, afin de mettre en place une nouvelle politique de restauration des milieux, de régulation des crues et de gestion de la qualité de l'eau. À ce titre, le syndicat mixte mène études et diagnostics sur l'ensemble du bassin versant, gère l'entretien régulier des cours d'eau concernés et procède à la sensibilisation des différents acteurs locaux sur les enjeux et objectifs à atteindre.

## Affluents
Le Vistre a onze affluents référencés et deux autres exutoires :
- le Valat du Cambon (rg[note 1]), 4,1 km sur les deux communes de Saint-Gervasy et Bezouce.
- le Valat de la Bastide (rd), 3,6 km sur la seule commune de Saint-Gervasy.
- le ruisseau le Canabou (rd), 5,9 km sur les trois communes de Cabrières, Saint-Gervasy et Marguerittes.
- le ruisseau le Bartadet (d), 1,8 km sur les deux communes de Nîmes et Marguerittes.
- le ruisseau le Buffalon (rg), 13,6 km sur les cinq communes de Manduel, Bezouce Redessan, Nîmes et Rodilhan, avec un affluent :
  - le Valat Neuf (rg), 1,4 km sur les deux communes de Bezouce et Ledenon.
- le ruisseau de Campagne (rg), 6,2 km sur la seule commune de Nîmes.
- le ruisseau le Grand Campagnolle (rg), 9,5 km, sur les cinq communes de Nîmes, Bernis, Milhaud, Aubord, Générac  avec un affluent :
  - le Petit Campagnolle (rg), 4,3 km sur les trois communes de Nîmes, Milhaud, Générac.
- le ruisseau le Rieu (rg), 7,5 km sur les trois communes de Bernis, Aubord, Générac.
- le ruisseau le Grand Courant (rd), 3,4 km, sur les deux communes de Bernis, Milhaud avec trois affluents non référencé au SANDRE :
  - la Pondre,
  - la Fossé de Mareyrois
  - le Valat de Larrière
- la rivière le Rhôny (rd), 21,2 km sur onze communes avec neuf affluents et de rang de Strahler quatre.
- La rivière la Cubelle (rd), 13,0 km sur trois communes et confluant avec le canal le Vistre.

Les exutoires supplémentaires sont le canal d'irrigation du Bas-Rhône Languedoc ou canal Philippe-Lamour et le canal le Vistre.

### Rang de Strahler
Donc son rang de Strahler est de cinq.

## Histoire
Pendant les États généraux de Languedoc, en l'année 1696, Denis Veiras proposa de rendre navigable le Vistre de Nîmes jusqu'au port de Sète, ambition qui ne fut jamais portée à la réalité.
Durant la période de la révolution française, l'abolition des privilèges et le partage des bois et près communaux a exacerbé les défrichements, en montagne notamment. Les coupes rases ou cultures sur brûlis dégradent les sols et sont emportés par l'érosion. Le Vistre connait alors de nombreux débordements et charrie une eau de plus en plus turbide. Dans le Gard, les administrateurs, de hauts fonctionnaires, l'ingénieur en chef et des agronomes scandalisés alertent le gouvernement et les députés : « On brûle les bois de haute futaie pour y semer du blé. On détruit les bois jusque sur les revers des montagnes du nord, et maints incendies ont détruit des bois ». M. Mons évalue alors la perte causée par les seuls torrents du Vistre et du Vidourle à un million de francs (de l'époque). « On a ensemencé jusqu'à trois fois et inutilement la plaine. Les débordements perdent tous les blés, et souvent à la veille de la moisson. Les bois sont devenus rares en raison de la fureur des défrichements. Les forêts ne sont plus que de vastes garrigues (../..) Le Gard s'élève aujourd'hui jusqu'à 18 ou 20 pieds et détruit tout dans sa course ».
En 1868, la couverture du Vistre est réalisée dans la ville de Nîmes, pour constituer la route d'Arles.

## Hydrologie
Le cours d'eau est soumis au régime hydrologique cévenol et peut donc connaitre des crues extrêmement violentes.

Les plus importantes parmi ces dernières décennies sont celles du 3 octobre 1988, du 9 septembre 2002, du 22 septembre 2003, des 6 au 8 septembre 2005 et celle du 14 septembre 2021.